# ドラァグクイーン

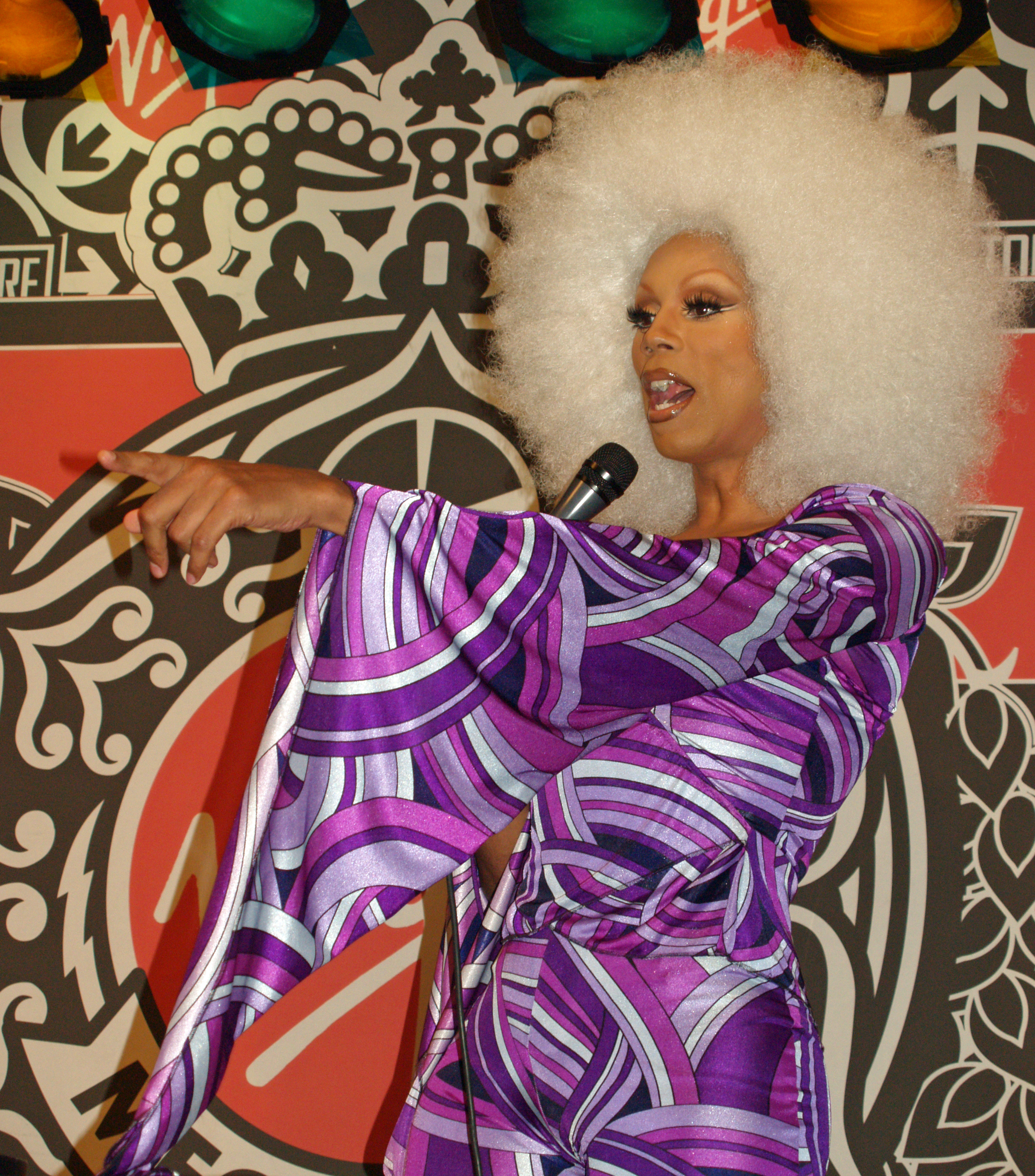
アメリカの俳優、歌手のル・ポール

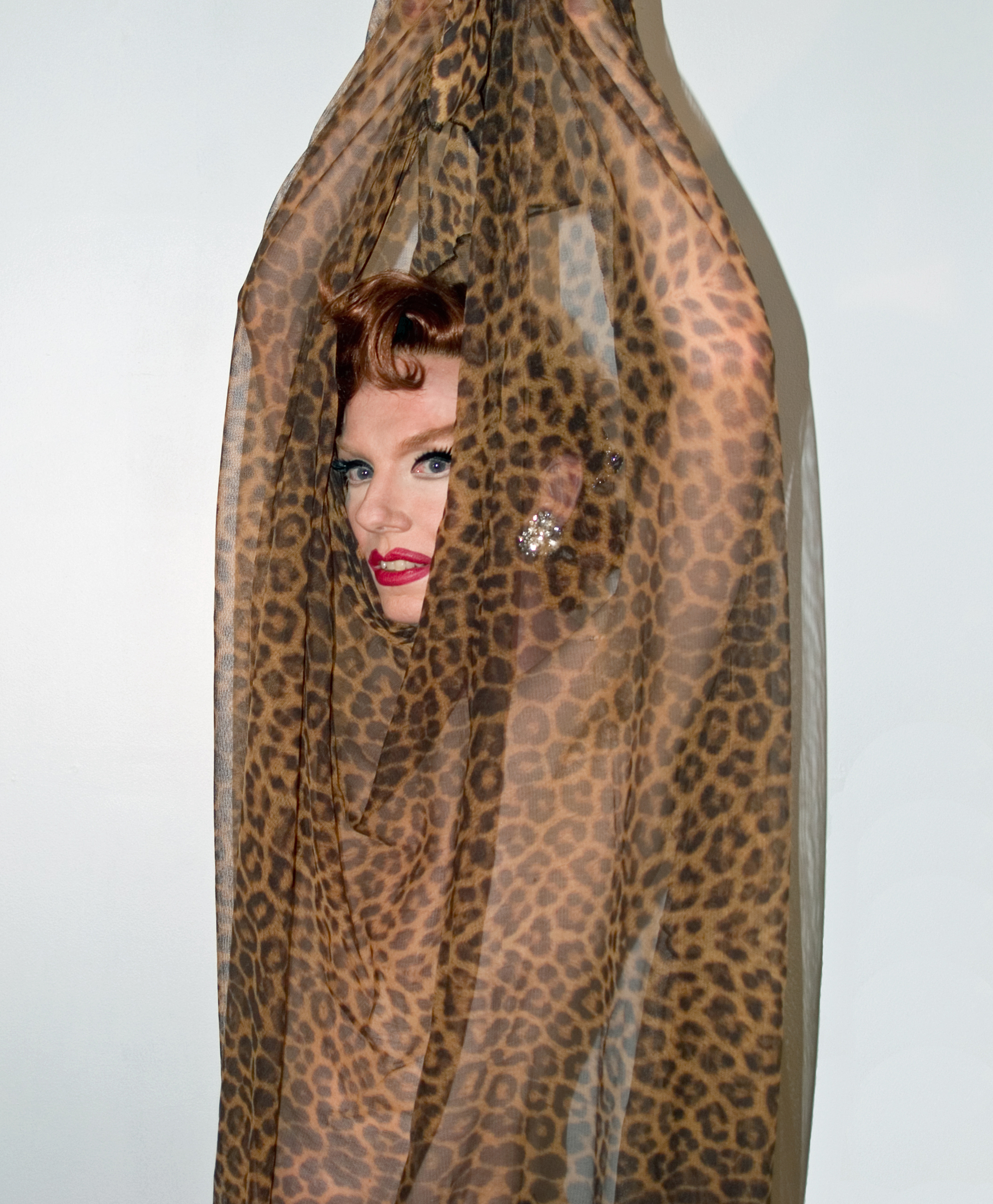
舞台や映画でも活躍するニューヨークベースのドラァグクイーン、リプシンカ

ドラァグクイーン（英: drag queen）は、誇張した女らしさや性表現（女装）でパフォーマンスを行う人物。ゲイのシスジェンダー男性であることが多いが、さまざまな性的指向や性同一性のドラァグクイーンも存在する。纏った衣装の裾を引き摺る (drag) ことからこう呼ばれる。

## 概要
男性の同性愛者が性的指向の違いを超えるための手段として、ドレスやハイヒールなど派手な衣裳に厚化粧で大仰な応対をすることで、男性が理想像として求める「女性の性」を過剰に演出した。これがドラァグクイーンの起源とされる。
本来はサブカルチャーとしてのゲイ文化の一環として生まれた異性装の一つであるため、ドラァグクイーンには男性の同性愛者や両性愛者が圧倒的に多い。しかし近年では男性の異性愛者や女性がこれを行うこともある。趣味としてこれを行う者からプロのパフォーマーとして活躍する者まで、ドラァグクイーンの層も厚くなっている。
トランスジェンダー女性は性別移行の過程で女性らしくなるが、ドラァグクイーンは「女性のパロディ」あるいは「女性の性表現を遊ぶ」ことを目的としており、両者は大きく異なる。

## 語源
drag が「女装した男性」を意味する理由は以下の3説がある。
1. 演劇界の隠語とするもので、1870年に初出の記録がある。当時舞台上で女性の役を演ずる女優が不足すると、子役や背の低い若作りの俳優が女装して代替を務めた。彼らは無骨な脚が観客から見えないようにロングスカートを履いたが、スカートの履き方に慣れておらず裾を床に引き擦り歩く滑稽な様子をあらわしたものである。英語の名詞 drag は「引きずる」が本来の意味で、この説は一般で広く普及している。
2. ドイツ語で「着る」を意味する tragen が、イディッシュ語の trogn となり、これが英語化して drag となったとする説。現代口語英語にはイディッシュ語を経由したドイツ語を源とすることばが多いことを背景とした説だが、変化した際の子音交換が必ずしも音声学の法則に沿っていないところもあり、こじつけとする見方が一般的である。
3. 英語の句「dressed as a girl」（女性のように装う）の略語とする説。英語圏以外で巷間に流布している説だが、これは俗説である。正しくは「dressed like a girl」という）。

drag queen という成語の初出は1941年である。

## 表記
英語「drag」の片仮名表記は、標準的な転記法では「ドラッグ」と書くが、薬物を意味する 「drug」 との誤解・混同を防ぐために「ドラァグ」とも表記される。
「drag」を「ドラァグ」と表記することを日本で初めて提唱したのは、元『Badi』編集長のマーガレットこと小倉東だが、以前から独自のドラァグ文化が存在した近畿地方は現在も「ドラッグ」の表記が多く見られる。また、本来の日本語には存在しない「ラァ」という表記は目にする者にある種の違和感、異質さを感じさせ、また発声すると「ラア」と同音であることから「ドラアグ」ではなく敢えて「ドラァグ」と表記することに疑義を唱える意見も見られる。

## 世界各地のドラァグクイーン

### 日本
歌舞伎の女形の伝統がある日本では古くから男性が女装して人前で芸を披露する伝統があった。畿内では女舞が主体である上方舞の伝統が根ざしており、そうした中からは人間国宝・吉村雄輝のような舞手も出ている。この吉村の一人息子が1969年『薔薇の葬列』で衝撃的なデビューをしたピーターである。ピーターはデビュー後しばらくは女装でさまざまな芸能活動を行ったが、一歩カメラの前を離れると通常は男装または中性装（ただし派手なものだったが）で、しかも自らのセクシュアリティを一切芸の中には持ち込まなかった。この点で途中から常時女装になり同性愛者を公言していた美輪明宏などとは一線を画していた。カルーセル麻紀は、モロッコで性転換手術も受けている。
1980年代、いわゆるバブル全盛時代にクラブやショーパブでドラァグクイーンショーで注目を集めたニューハーフとは一線を画する日出郎やオナペッツがメディアに登場したのもこの頃である。

#### 黎明期
シモーヌ・深雪やミス・グロリアスは90年代初頭から京都で活動し始めた。90年代半ばから、東京ではオナペッツがパイオニアとして各メディアで活躍し、ドラァグクィーンの存在を世に知らしめた。同じ頃マーガレットこと小倉東がアメリカのゲイ文化としてのドラァグを紹介した。関東では「Gold」という伝説的クラブでドラァグを行う者が多く現れ始めた。その中にはテクノポップを歌う日出郎やJINCOママやKEIKOママがいてマドンナやユーミンを熱唱した。因みに「Badi」（1998年5月号）「同じゲイなら踊らにゃソンソン」には、「ドラァグ・ショウの誕生はゴールドから」「日本のクラブでのドラァグクイーン文化はミス・ユニバースコンテストから」とあり、ゴールドのフライヤーやミス・ユニバースコンテストの写真が掲載されている。

#### 2000年代以降
2000年代後半に入り、マツコ・デラックスや、ミッツ・マングローブが容姿のインパクトに加え、鋭い切れ味を持つご意見番的なオネェ系という存在で娯楽メディアでも大きな立場を担い始めた。女装家という呼称はミッツがメディア向けに言い始めたことがきっかけに広まっていった。
2010年代に入り、マツコ・デラックスやミッツ・マングローブ、ブルボンヌにナジャ・グランディーバの人気や、かねてからのオネェ系のブームにより、様々なドラァグクイーンが女装家という枠で、主にバラエティ番組を通してメディアへ露出するようになった。その結果、オネェ系のひとつの形としてドラァグクイーンの存在が社会的に認知され始めた。

### ロシア
ロシアは、ドラァグクイーンも規制する法律の罰則を2年の懲役刑へ引き上げる修正案が可決される。

## 著名なドラァグクイーン
日本
- シモーヌ深雪
- 日出郎
- マーガレット
- オナン・スペルマーメイド
- レイチェル・ダムール
- DJ MONDO
- オナペッツ
- ヴィヴィアン佐藤
- ナジャ・グランディーバ
- ダイアナ・エクストラバガンザ
- ミッツ・マングローブ
- WAKUWAKU♡サセコ
- ブルボンヌ
- エスムラルダ
- マツコ・デラックス
- 肉乃小路ニクヨ
- バビ江ノビッチ
- HOSSY
- 肉襦袢ゲブ美
- バブリーナ
- ギャランティーク和恵
- サマンサ・アナンサ
- ドリアン・ロロブリジーダ
- ルドミラ・フォンテンブルグ
- ベラ グラマラス
- 穴野をしる子
- アンジェリカ
- 枝豆順子
- リル・グランビッチ
- ハイビスカス江
- Lady-J
- Lyra-h.Grail
- メイリー・ムー
- ベビーヴァギー
- ルルデイジー
- イズミ・セクシー
- ちあきホイみ
- テマンダ
- フェミニーナ
- イルローザ
- 阿武虎
- セレスティア・グロウン
- 加藤アゴミサイル
- アロム奈美江
- タティアナ・オクタヴィア
- 山田ホアニータ
- アンジェリーナ・じゅり子
- クアラルンプール・とき子
- ぴぴちぁん
- アクセル・ジルガーマン
- ステファニー・ストリート・スラット
- ヴェラ・ストーンド
- ジェシカ・ジュエリー・サバンナ
- サーシャ・ビー・サバンナ
- サヴァージュ・サバンナ
- エンジェル・ハート
- マラージュ
- キン・ニク
- メレンゲ
- ギャビーギャビー
- クリジ・アキノ
- キラキラ
- ギョウザ・トニン・アナング・エッセンス・ホール
- セラトニン
- ラビアナ・ジョロー
- 子つぶ貝マリン
- ミス・ハニーポット
- 胡蝶蘭
- レイズン・ラム
- キョート・ガーデン
- ディ・カマラ
- MAXIM
- Japam
- カグヤ
- ネオン・ザ・ライト
- キリン・ミノーグ
- バニゑ

アイルランド
- パンティ・ブリス（ローリー・オニール）

アメリカ
- ディヴァイン
- チ・チ・ラルー
- ルポール（1960年11月17日生まれ。カリフォルニア州サンディエゴ出身。15歳でジョージア州アトランタに移り住む。アトランタではナイトクラブでパフォーマンスを学び、その後ニューヨークで活動。数々のメディアに露出し、映画やテレビでも活躍する。1993年にはエルトンジョンとのデュエット曲 "Don't Go Breaking My Heart"を発表。2009年からは、自身が審査員長を務める冠番組「ル・ポールのドラァグレース」が放映開始した。数々の著名なクイーンたちを輩出し、2024年にはエミー賞を受賞。社会現象を巻き起こした。多くの日本人ドラァグクイーンに多大な影響を与えた）
- ジョン・エパーソン（伝説のドラァグクイーンと呼ばれるリプシンカことジョン・エパーソンは、30年以上ニューヨークで活動を続けているため、多くのショービス関係者からは“ゴッドブレス・オブ・ショービジネス”とも呼ばれている。日本ではルポールほどメジャーではないが、リプシンカに憧れる日本人ドラァグクイーンは多い）
- ミス・ココ・ペルー（ニューヨーク州シティーアイランド出身。1983年にCardinal Spellman High Schoolを卒業。Adelphi Universityにて芝居を学ぶ。1992年に最初のワンマンショーである「Miss Coco Peru in My Goddamn Cabaret」を発表すると、さまざまなメディアで活躍する。1995年にスペイン出身の大学教授であるRafaelと出逢い、2008年にスペインにて同性婚をする。現在、ロサンゼルスに在住）
- ミス・アンダーストゥッド　（ニューヨーク州レヴィットタウン出身。1980年代からニューヨーク市を中心に活動。1993年にドラァグクイーン専用のエージェント会社「Screaming Queens Entertainment」を立ち上げ、東海岸を中心に多くのドラァグクイーンのマネジメントを行う）
- マーシャ・P・ジョンソン
- ジア・ガン
- キム・チー (韓国出身。東アジア人で初のファイナリストとなった。）
- アリッサ・エドワーズ

イギリス
- ダニー・ラ・ルー

オーストラリア
- デイム・エドナ・エバレッジ

オーストリア
- コンチータ・ヴルスト（ユーロビジョン・ソング・コンテスト2014優勝者。）

スウェーデン
- アフターダーク

台湾
- ニンフィア・ウィンド（ルポールのドラァグレースの第16シーズンにて、東アジア人初の優勝者となった）

## ドラァグクイーンが登場する作品

### 映画

#### 洋画
- 『ヘドウィグ・アンド・アングリーインチ』ヘドウィグ
- 『キンキーブーツ』ローラ
- 『3人のエンジェル』ヴィーダ、ノグジーマ、チチ
- 『バードケージ』スターリナ（アルバート）
- 『ピンク・フラミンゴ』ディヴァイン（本人役）
- 『プリシラ』ベルナデット、ミッチ、フェリシア
- 『フローレス（英語）』ラスティ
- 『RENT』エンジェル
- 『ペダル・ドゥース』アドリアン
- 『ロッキー・ホラー・ショー』
- 『ビクター/ビクトリア』
- 『男として死ぬ』主人公・トーニャ
- 『コニー＆カーラ』
- 『ジェイミー』ロコ・シャネル
- 『トーチソング・トリロジー』

#### 邦画
- 『東京ゴッドファーザーズ』ハナちゃん
- 『DRUG GARDEN』クリスティーヌ・ダイコ、ホッシー、マーガレット

### ミュージカル
- 『Everybody's Talking About Jamie』

### テレビドラマ
- 『バナナチップス・ラヴ』（1991年10月 - 12月、フジテレビ）

### テレビアニメ
- 『MUTEKING THE Dancing HERO』ヴィヴィ

### 楽曲
- 尾崎豊の「Freeze Moon」の歌詞。